# Al-Hasan ibn Sahl
al-Ḥasan ibn Saḥl ibn Zadhānfarūkh (in arabo ﺍﻟﺤﺴﻦ ﺑﻦ ﺳﻬﻞ ﺍﻟﺰﺫﺍﻧﻔﺮﻭخ‎?) o, più semplicemente, al-Ḥasan b. Saḥl (? - Fam al-Silh, 850/851) fu un vizir e governatore abbaside, al servizio di al-Maʾmūn. Era fratello germano del visir al-Faḍl ibn Saḥl ibn Zadhānfarūkh e, come lui, di origine persiana e figli di un zoroastriano.
Fu al servizio del vizir barmecide al-Faḍl ibn Yaḥyā prima dell'803. Poi, dall'809 appoggiò al-Maʾmūn nella sua lotta contro suo fratello germano, il Califfo, al-Amīn e nell'812, questi lo premiò nominandolo direttore dell'amministrazione delegata alla raccolta delle imposte fondiarie (dīwān al-kharāj) nelle province controllate da al-Maʾmūn. 
Nell'813 fu nominato governatore del Khorasan e inviato in Iraq per esercitarvi l'attività di governo, creando il paradosso per cui un sottoposto risiedeva nella capitale califfale e il califfo in quella governatorale del Khorasan..
Nel corso del governatorato di al-Ḥasan ibn Saḥl, si ebbe la rivolta alide di Ibn Tabataba e di Abu l-Saraya al-Shaybani (814). Non disponendo di sufficienti truppe per domare l'insurrezione, il governatore fu costretto a ricorrere ai servigi del generale Harthama ibn Ay'an, di ritorno dal Khorasan, cui fu ordinato di invertire la marcia. Lo scontro tra le truppe califfali e Abu l-Saraya avvenne a Qasr Ibn Hubayra (maggio/giugno dell'815) e la vittoria arrise alle prime. 
Tuttavia la situazione rimase assai complicata e gravida di pericoli, dal momento che la popolazione di Baghdad si espresse in favore della deposizione di al-Maʾmūn in favore di suo zio, Ibrahim ibn al-Mahdi, artista assai apprezzato, anche dal nipote. 
Al-Ma'mun decise allora di tornare a Baghdad (818) e nel corso del suo trasferimento, il vizir al-Fadl ibn Sahl ibn Zadhanfarukh fu assassinato a Sarakhs nel febbraio di quello stesso anno. Voci indimostrabili dissero che a tessere le fila del complotto omicida sarebbe stato lo stesso califfo. Morto al-Fadl, il califfo nominò comunque suo fratello al-Ḥasan ibn Saḥl, ma questi, del tutto inspiegabilmente (a meno di non credere che egli temesse di fare la medesima fine del fratello) decise di ritirarsi dalla vita pubblica, pur rimanendo intimo amico del califfo.
Si insediò quindi nella sua villa di Fam al-Silh, vicino Wasit, nelle terre di sua proprietà. Proprio qui fu celebrato il lussuoso matrimonio di sua figlia Buran con lo stesso califfo al-Ma'mun (825/826), cui il Comandante dei Credenti regalò come dono nuziale il palazzo del Qasr al-Hasani, che al-Hasan ebbe a sua disposizione l sud della capitale abbaside.